# Diocèse de Merlo-Moreno
Le diocèse de Merlo-Moreno (en latin : Dioecesis Merlensis-Morenensis ; en espagnol : Diócesis de Merlo-Moreno) est un diocèse de l'Église catholique en Argentine, suffragant de l'archidiocèse de Mercedes-Luján.

## Territoire
Il comprend les arrondissements de Merlo et Moreno de la province de Buenos Aires ce qui correspond à un territoire d'une superficie de 356 km2 divisé en 42 paroisses.
Le siège épiscopal est dans la ville de Moreno où se trouve la cathédrale Notre-Dame-du-Rosaire.

## Historique
Le diocèse est érigé le 13 mai 1997 par la constitution apostolique Ministerium apostolicum du pape Jean-Paul II en prenant sur le territoire du diocèse de Morón.
Nommé suffragant de l'archidiocèse de Buenos Aires lors de sa création, il intègre la province ecclésiastique de l'archidiocèse de Mercedes-Luján le 4 octobre 2019 par la constitution apostolique In libertatem vocati du pape François. 

## Évêques
- Fernando María Bargalló (13 mai 1997 - 26 juin 2012)
- Fernando Carlos Maletti (6 mai 2013 - 8 mars 2022)
- Juan José Chaparro Stivanello, C.M.F, depuis le 20 octobre 2022